# Полиоксиметилендиметиловые эфиры

Полиоксиметилендиметиловый эфир

Полиоксиметилендиметиловые эфиры (полиоксиметилендиметиловые эфиры) относятся к классу органических соединений с молекулярной формулой H3CO(CH2O)nCH3.  Они также известны как полиоксиметилендиметиловые эфиры. n в данном случае относится именно к числам от 3 до 8.
Полиоксиметилендиметиловые эфиры образуются путем взаимодействия метилола, такого как диметоксиметан, с эквивалентами формальдегида или параформальдегида или муоксаном .
Применяется в качестве растворителя и присадки к дизельному топливу

### Свойства
Полиоксиметилендиметиловые эфиры представляют собой бесцветные жидкости с хорошей растворимостью в органических растворителях. Температура кипения зависит от степени полимеризации (n) и варьируется от 80 °C до 210 °C. Они обладают низкой токсичностью и хорошими характеристиками при сгорании, что делает их перспективными компонентами топлива.

### Синтез
Полиоксиметилендиметиловые эфиры получают реакцией диметоксиметана с формальдегидом или параформальдегидом. Катализаторами служат галогениды лития, молекулярные сита и гетерогенные кислоты. Такие методы обеспечивают высокую чистоту продукта и регулируемую степень полимеризации (n).

### Применение
Наиболее широко полиоксиметилендиметиловые эфиры используются как присадки к дизельному топливу. Они повышают цетановое число, способствуют снижению выбросов оксидов азота (NOx) и уменьшают выбросы твердых частиц. Также они применяются как растворители в химической промышленности и исследуются как компоненты будущих экологически чистых видов топлива.